# Edelweiss (nome)
Edelweiss  è un nome proprio di persona tedesco femminile.

## Varianti
- Femminili: Edelwaiss[1], Edelwais[1], Edelveis[1], Edelvais[1][2], Edelvaise

## Origine e diffusione

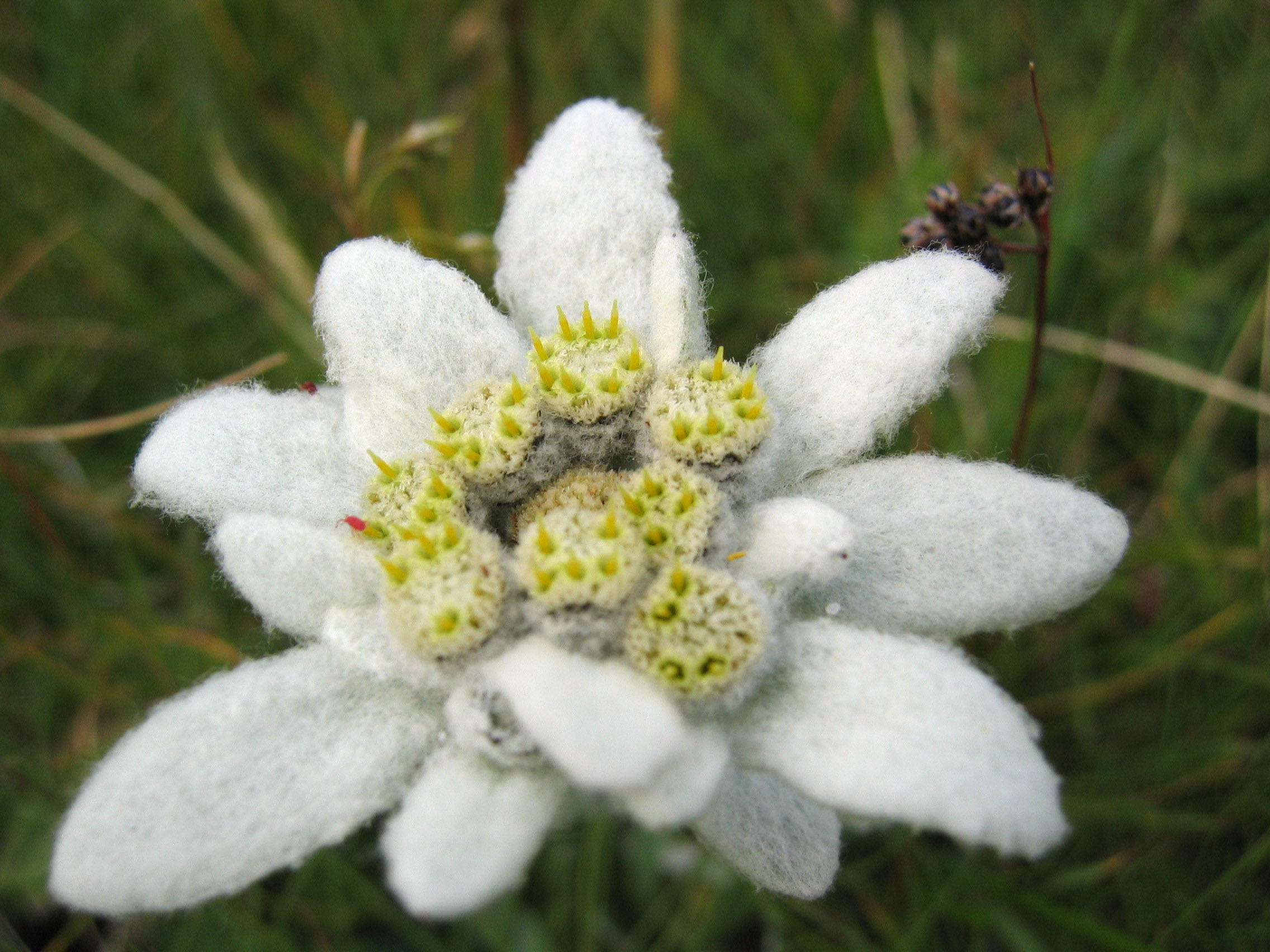
Fiore di stella alpina (Leontopodium alpinum) sulla Catena Rax-Schneeberg

È il nome tedesco della stella alpina, reso celebre internazionalmente grazie all'omonima canzone del musical The Sound of Music; rientra quindi in tutta quella schiera di nomi di ispirazione floreale, come ad esempio Rosa, Daisy, Giacinta, Boglárka, Sakura e Petunia.
Il termine, scritto in tedesco anche edelweiß e pronunciato èdelvais (sebbene in italiano ricorra la pronuncia edelvàis), è recente, creato probabilmente da turisti in visita alle Alpi nel XIX secolo; etimologicamente, è composto dalle parole tedesche edel (o edili, "nobile") e weiss ("bianco"), e vuol dire quindi "nobile bianco". Il primo elemento risale ad una radice comunissima nell'onomastica germanica, presente in nomi quali Ethel, Etelreda, Adele, Adelaide, Adelinda e via dicendo.
In Italia è attestato prevalentemente nel Nord e nel Centro, ma è rarissimo. È usato anche in lingua inglese sin dal tardo XIX secolo.

## Onomastico
Non esistono sante che portano questo nome, quindi è adespota. L'onomastico può essere festeggiato in occasione di Ognissanti, il 1º novembre.

## Persone
- Edelweiss, attrice e pornoattrice russa

## Il nome nelle arti
- Edelweiss è un personaggio del film del 1959 Policarpo, ufficiale di scrittura, diretto da Mario Soldati.
- Edelweiss è un personaggio della serie anime Dokkoider.